# Ingouville
Ingouville är en kommun i departementet Seine-Maritime i regionen Normandie i norra Frankrike. Kommunen ligger i kantonen Saint-Valery-en-Caux som tillhör arrondissementet Dieppe. År 2022 hade Ingouville 277 invånare.

## Befolkningsutveckling
Antalet invånare i kommunen Ingouville
| Referens: INSEE |